# Jousisaari (ö i Norra Österbotten)
Jousisaari är en ö i Finland. Den ligger i sjön Jongunjärvi och i kommunen Pudasjärvi i den ekonomiska regionen  Oulunkaari  och landskapet Norra Österbotten, i den centrala delen av landet, 600 km norr om huvudstaden Helsingfors. Öns area är 2 hektar och dess största längd är 270 meter i nord-sydlig riktning.